# Goryphus caperatus
Goryphus caperatus är en stekelart som först beskrevs av Tosquinet 1896.  Goryphus caperatus ingår i släktet Goryphus och familjen brokparasitsteklar. Inga underarter finns listade i Catalogue of Life.